# Eucheilota comata
Eucheilota comata är en nässeldjursart som först beskrevs av Torrey 1909.  Eucheilota comata ingår i släktet Eucheilota och familjen Lovenellidae. Inga underarter finns listade i Catalogue of Life.